# Centullus II van Béarn
Centullus II van Béarn (overleden in 940) was van eind 9e eeuw tot aan zijn dood burggraaf van Béarn. Hij behoorde tot het huis Béarn.

## Levensloop
Zowel de namen van zijn vader als zijn moeder zijn onbekend gebleven. Wel is bekend dat hij de kleinzoon was van burggraaf Centullus I van Béarn, die hij eind 9e eeuw opvolgde.
Tijdens zijn bewind lijfde Centullus II Oloron in, dat hij toevoegde aan het burggraafschap Béarn.
Hij overleed in 940 en werd als burggraaf van Béarn opgevolgd door zijn zoon Gaston I.

## Huwelijk en nakomelingen
Met zijn onbekend gebleven echtgenote kreeg Centullus II minstens een zoon:
- Gaston I (overleden in 984), burggraaf van Béarn